# Modulacija
Modulacija v elektroniki in telekomunikacijah pomeni način spreminjanja lastnosti periodičnega (po navadi visokofekvenčnega) signala (nosilni signal) z uporabo t. i. modulacijskega signala, ki vsebuje informacije, ki jih želimo oddajati oz. prenašati na daljavo. Modulacijski signal lahko spreminja amplitudo, frekvenco ali fazni kot nosilnega signala, ki je v večini primerov sinusne oblike.
Modulacija se uporablja za prenos informacij, če jih z določeno metodo komunikacije ne moremo prenesti samostojno.
V sprejemniku poteka obraten proces - demodulacija - s katerim se izloči prvotna oblika signala.

## Delitev načinov modulacije
Glede na zveznost modulacijskega signala ločimo naslednji vrsti modulacije:
- Analogna modulacija se uporablja za prenos analognega signala z uporabo analognega nosilnega signala. Večinoma se uporablja za prenos informacij z radijskimi valovi.
- Digitalna modulacija ali številska modulacija se uporablja za prenos digitalnega signala z uporabo analognega nosilnega signala. Uporablja se za radijski prenos digitalnih signalov in žični prenos signalov (uporaba telefonskih linij in optičnih komunikacij). Digitalna modulacija se dalje deli na:

- Linijsko kodiranje pomeni, da modulacijski signal ne spreminja nosilnega signala, temveč eno od električnih veličin (npr. električna napetost in električni tok). Uporablja se za prenos digitalnih signalov preko analognih linij.

- Pulzna modulacija je namenjena prenosu analognega signala, kot nosilni signal pa služi pravokotni signal. Ta vrsta modulacije se največ uporablja za prenos podatkov po digitalnih linijah, analogno-digitalno pretvorbo signalov in za shranjevanje podatkov v digitalni obliki.

### Analogni načini modulacije
- Amplitudna modulacija (AM)
  - Dvobočna modulacija z nosilnim signalom (DSB-WC)
  - Amplitudna modulacija z zmanjšanim nosilnim signalom (DSB-RC)
  - Amplitudna modulacija z zadušenim nosilnim signalom (DSB-SC)

- Enobočna modulacija (SSB)
  - Enobočna modulacija z nosilnim signalom (SSB-WC)
  - Enobočna modulacija z zadušenim nosilnim signalom (SSB-SC)
  - Enobočna modulacija z zmanjšanim nosilnim signalom (VSB)

- Kvadraturna amplitudna modulacija (QAM)

- Frekvenčna modulacija (FM)

- Fazna modulacija (PM)

### Digitalni (številski) načini modulacije
- Digitalna fazna modulacija (PSK), kjer se uporabi končno število različnih faz.
  - BPSK (Biphase PSK), kjer je uporabljen dvofazni prenos. BPSK je mogoče izvesti v simetrični ali nesimetrični obliki. V praksi je BPSK pogosto uporabljen, vendar je zelo neučinkovita modulacija saj je zgornji bočni pas povsem identičen spodnjemu bočnemu pasu, kar pomeni, da je za prenos porabljene dvakrat toliko pasovne širine, kar je podobno kot pri analogni amplitudni modulaciji. Nesimetrična BPSK omogoča uporabo poenostavljenega sprejemnika.
  - QPSK (Quadriphase PSK), kjer je uporabljen štirifazni prenos. QPSK ima spektralno učinkovitost 2, je preprosto izvedljiva in deluje tudi pri nizkih razmerjih signal/šum.
  - DP-QPSK (dvopolarizacijski QPSK)
  - 8-PSK, kjer je uporabljen osemfazni prenos.
- Digitalna frekvenčna modulacija (FSK), kjer se uporabi končno število različnih frekvenc.
- Digitalna amplitudna modulacija (ASK), kjer se uporabi končno število različnih amplitud.
- Kvadraturna amplitudna modulacija (QAM), sočasna modulacija amplitude in faze, kjer se uporabi vsaj dve različni fazi. Konice kazalcev običajno postavljamo v kvadratno mrežo. Uporabljamo le nabore znakov, ki ustrezajo celoštevilskim potencam dva, na primer 16-QAM, 64-QAM, 256-QAM ali 1024-QAM. QAM modulacijske sheme so zelo občutljive na amplitudne spremembe, kar je pogost pojav v satelitskih komunikacijah.

### Metode pulzne modulacije
- Pulzno-širinska modulacija (PWM)
- Pulzno-amplitudna modulacija (PAM)
- Pulzno-pozicijska modulacija (PPM)